# Lawes' parotia
Lawes' parotia of Lawas' paradijsvogel (Parotia lawesii) is een paradijsvogel uit het geslacht Parotia die voorkomt in Papoea-Nieuw-Guinea. Deze vogel is genoemd naar de Britse missionaris William George Lawes (1839-1907).

## Kenmerken
De vogel wordt zo'n 25 centimeter lang. Het vrouwtje weegt tussen 120 en 170 gram, mannetjes wegen 150 tot 200 gram. Vrouwtjes hebben een bruine rug, de onderkant bestaat uit horizontale zwarte en oranje ringen. Hun kop is zwart tot in de nek. Het mannetje is zwart en heeft een korte staart. Achter elk oog heeft hij drie lange, zwarte, draadvormige veren die eindigen in een ronde punt. Hij heeft een zilverkleurige vlek op het voorhoofd. Zijn borst bestaat uit koperkleurige veren die iriseren. Dit effect wordt gebruikt bij de balts.

## Leefwijze
Lawes' parotia is een alleseter, maar eet voornamelijk fruit. Om geleedpotigen te vinden, rukt hij epifyten van de boomtakken.

## Voortplanting
Lawes' parotia is polygyn. De vrouwtjes zorgen alleen voor het nest. De broedperiode duurt van juni tot januari. Het vrouwtjes legt per legsel één ei in een groot, ondiep en open nest. Het nest wordt gebouwd in grote bomen.

## Voorkomen en leefgebied
De soort komt voor in Papoea-Nieuw-Guinea in de centraal en oostelijk gelegen hooglanden. Het leefgebied is half open tropisch gebergtewoud bestaande uit onder andere nothofagusbos op een hoogte van 1400 m tot 1900 m boven de zeespiegel. De vogel foerageert vaak als een boomkruiper op zoek naar insecten in de schors van boomstammen.

## Status
De grootte van de populatie is niet gekwantificeerd maar de soort wordt omschreven als vrij algemeen. Op de Rode lijst van de IUCN heeft deze soort de status niet bedreigd.